# Pleioplectron
Pleioplectron is een geslacht van rechtvleugeligen uit de familie grottensprinkhanen (Rhaphidophoridae). De wetenschappelijke naam van dit geslacht is voor het eerst geldig gepubliceerd in 1896 door Hutton.

## Soorten
Het geslacht Pleioplectron omvat de volgende soorten:
- Pleioplectron cavernae Hutton, 1900
- Pleioplectron diversum Hutton, 1896
- Pleioplectron hudsoni Hutton, 1896
- Pleioplectron pectinatum Hutton, 1896
- Pleioplectron simplex Hutton, 1896